# Given the Dog a Bone
Given the Dog a Bone è il quarto brano dell'album Back in Black, l'album di maggior successo della band hard rock australiana AC/DC, pubblicato nel luglio del 1980.

## Formazione
- Brian Johnson – voce
- Angus Young – chitarra elettrica
- Malcolm Young – chitarra elettrica
- Cliff Williams – basso
- Phil Rudd – batteria